# Slijkgroen-associatie
De slijkgroen-associatie (Eleocharito acicularis-Limoselletum) is een associatie uit het tandzaad-verbond (Bidention). De associatie omvat open, laagblijvende, efemere pioniervegetatie op droogvallende modder.

## Naamgeving en codering
| Cypero-Limoselletum (Oberd. 1957) Korn. 1960 |

- Syntaxoncode voor Nederland (rVvN): r30Aa04
- Natura2000-habitattypecode (EU-code): H3270
- BWK-karteringscode: ku*

De wetenschappelijke naam Eleocharito acicularis-Limoselletum is afgeleid van de botanische namen van naaldwaterbies (Eleocharis acicularis) en slijkgroen (Limosella aquatica).

## Fysiognomie

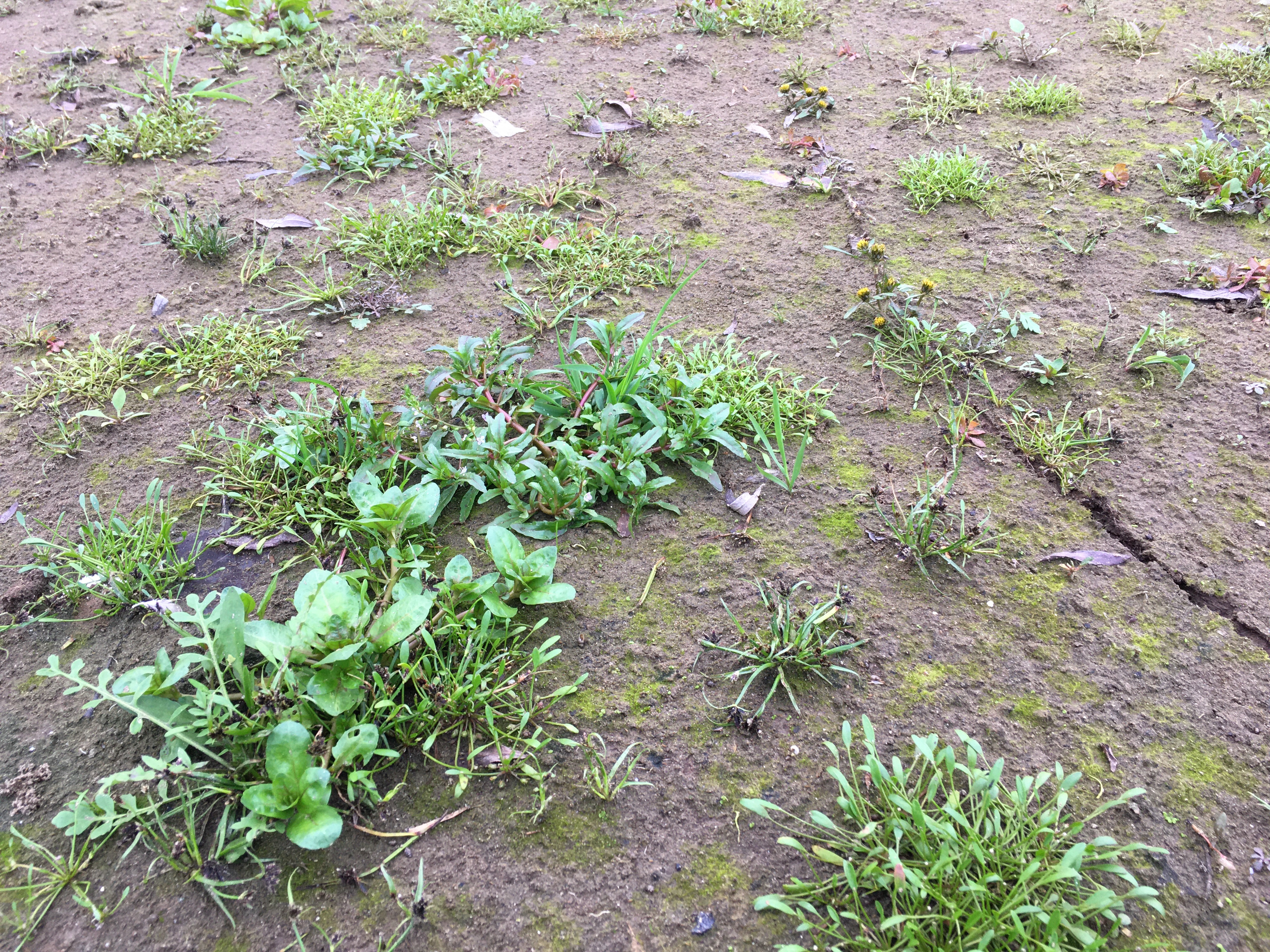
De vegetatiestructuur wordt gevormd door een laagblijvende kruidlaag en een opvallende alg- en moslaag.

De slijkgroen-associatie heeft een eenvoudige vegetatiestructuur die wordt gevormd door een kruid-, mos- en algenlaag. De associatie vormt zeer laagblijvende, ijle begroeiingen die open tot gesloten kunnen zijn.

## Ecologie
De slijkgroen-associatie is een efemere pioniervegetatie die voorkomt op eutrofe, humusarme tot matig humeuze, zuurstofarme tot zelfs nagenoeg anaerobe bodems met een hoge pH. Kenmerkend voor het bodemprofiel is een (kalkrijke) zandige ondergrond met daarop een relatief dunne, kleiige tophorizont. Deze standplaatsen staan het grootste deel van het jaar onder water, maar vallen alleen in de zomer of herfst enkele weken tot maanden droog.
Vaak zijn er tussen de vegetatie veel schelpen te zien van poelslakken en schijfhorens.

## Vegetatiezonering
In de vegetatiezonering vormt de slijkgroen-associatie veelal contactgemeenschappen met andere syntaxa uit de tandzaad-klasse. Ook kan ze in contact staan met (vaak ijle) vegetatie uit de riet-klasse en in beweide gebieden vaak met de associatie van geknikte vossenstaart.

## Verspreiding
Het verspreidingsgebied van de slijkgroen-associatie omvat West- en Centraal-Europa. Bijna altijd gaat het om plaatsen in en nabij de stroomgebieden van grote rivieren.

## Diagnostische taxa voor Nederland en Vlaanderen
In de onderstaande synoptische tabel staan de belangrijkste diagnostische plantentaxa van de slijkgroen-associatie voor Nederland en Vlaanderen.
Kruidlaag
| Diagnostiek       | Triviale naam             | Botanische naam                  | Opmerking |
| ----------------- | ------------------------- | -------------------------------- | --------- |
| associatiekentaxa | slijkgroen                | Limosella aquatica               |           |
| associatiekentaxa | bruin cypergras           | Cyperus fuscus                   |           |
| associatiekentaxa | klein vlooienkruid        | Pulicaria vulgaris               |           |
| klassekentaxa     | veerdelig tandzaad        | Bidens tripartita                |           |
| klassekentaxa     | moeraskers                | Rorippa palustris                |           |
| klassekentaxa     | blaartrekkende boterbloem | Ranunculus sceleratus            |           |
| begeleidende taxa | rode waterereprijs        | Veronica catenata                |           |
| begeleidende taxa | greppelrus                | Juncus bufonius                  |           |
| begeleidende taxa | getande weegbree          | Plantago major subsp. intermedia |           |
| begeleidende taxa | moerasdroogbloem          | Gnaphalium uliginosum            |           |
| begeleidende taxa | schijngenadekruid         | Lindernia dubia                  |           |

Moslaag
| Diagnostiek       | Triviale naam    | Botanische naam       | Opmerking |
| ----------------- | ---------------- | --------------------- | --------- |
| associatiekentaxa | zomersponsvorkje | Riccia cavernosa      |           |
| associatiekentaxa | slibmos          | Physcomitrella patens |           |

Algenlaag
| Diagnostisch taxon | Diff.soort | Abundantie | Triviale naam | Botanische naam      | Opmerking |
| ------------------ | ---------- | ---------- | ------------- | -------------------- | --------- |
| bg                 |            | A/F        | -             | Botrydium granulatum |           |

## Fotogalerij

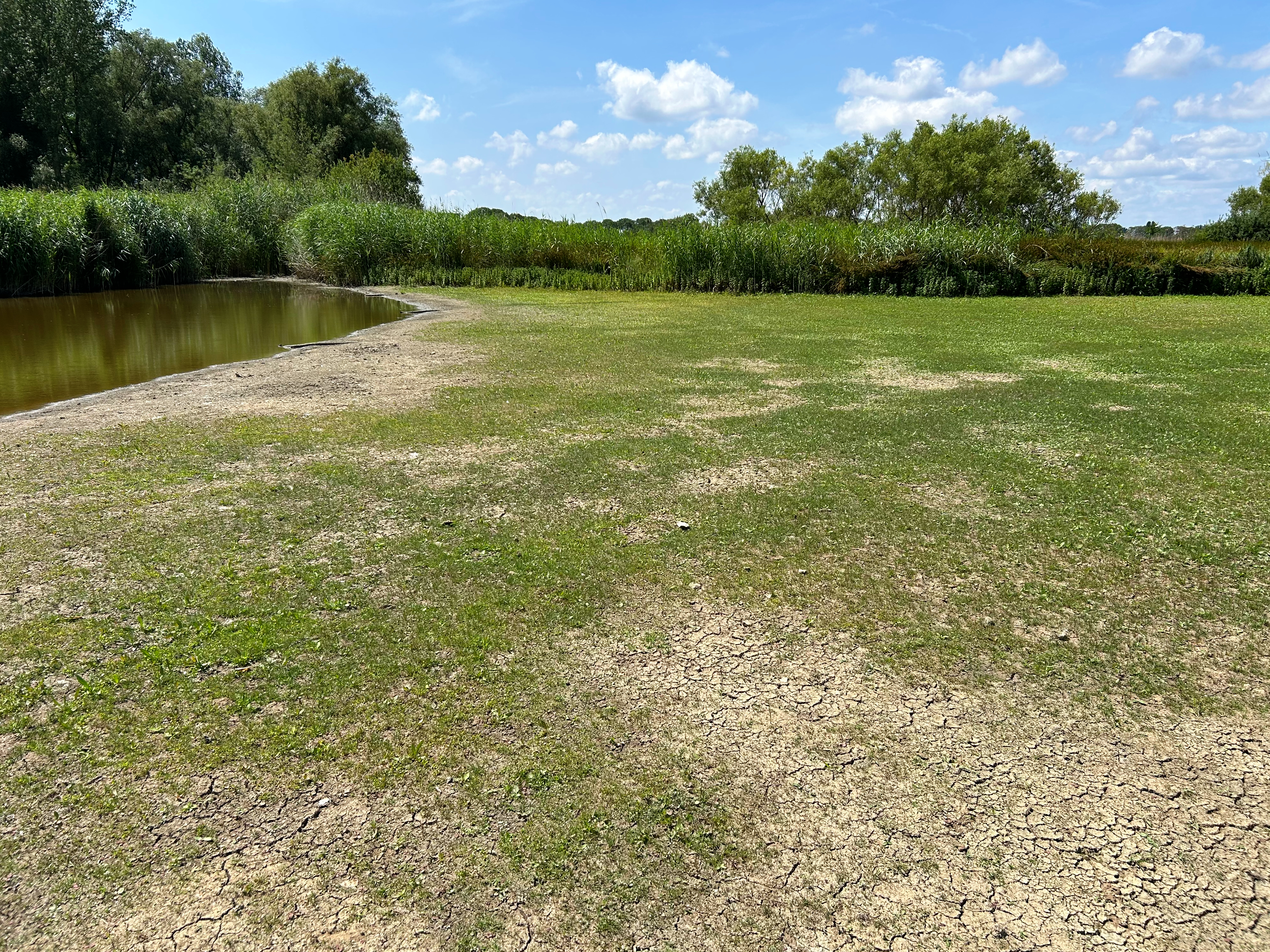
Vegetatieaspect van de slijkgroen-associatie
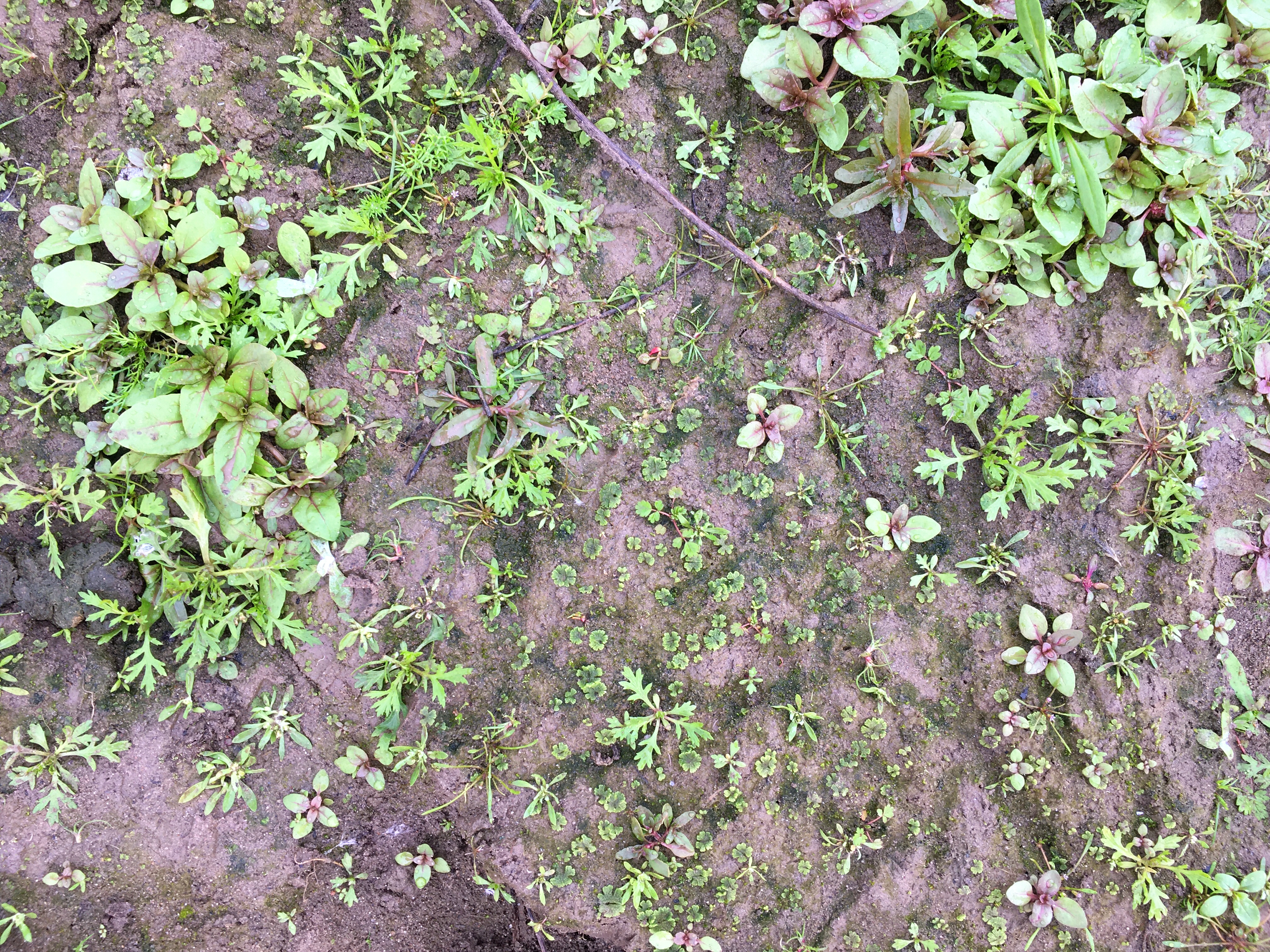
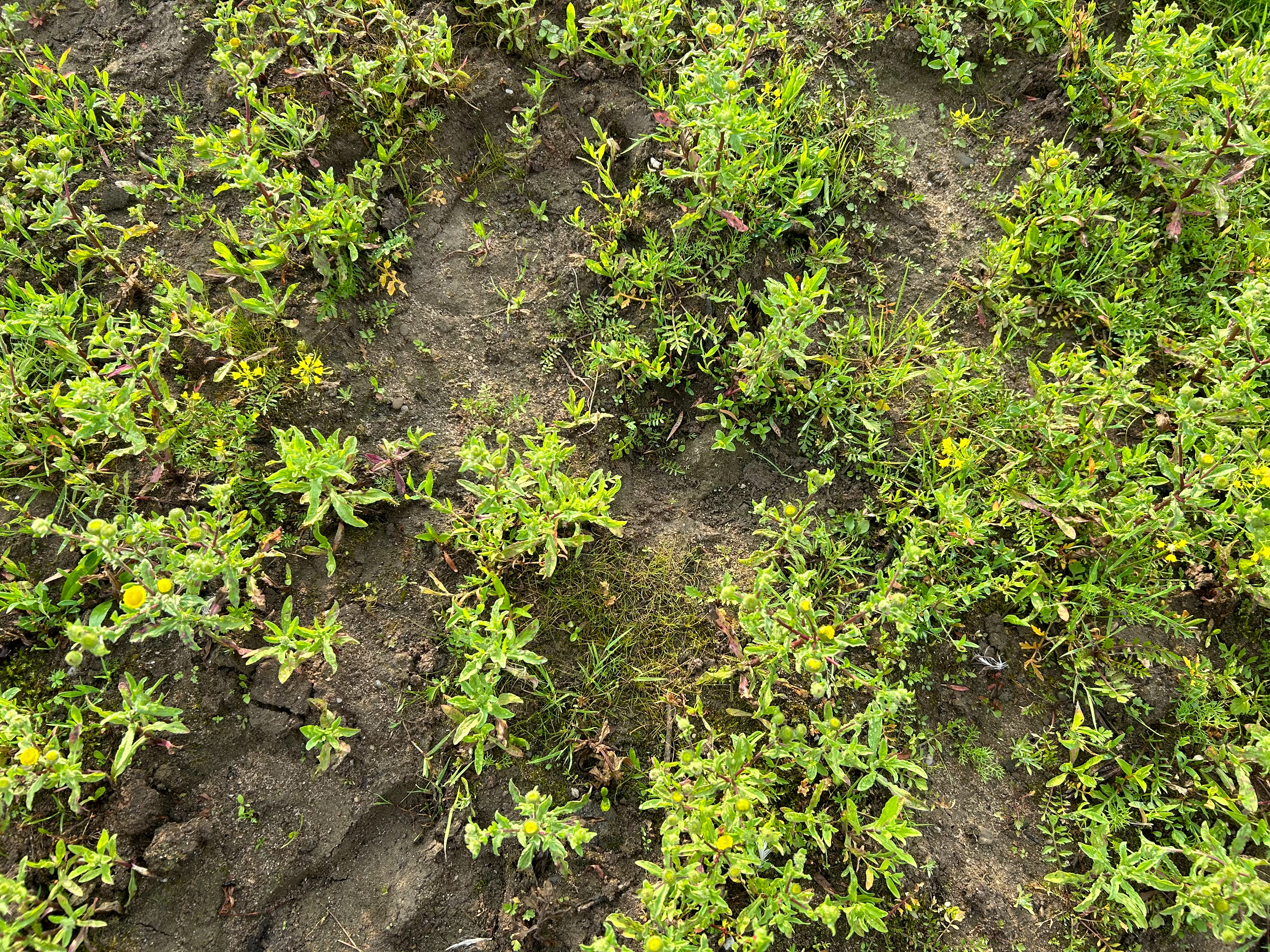
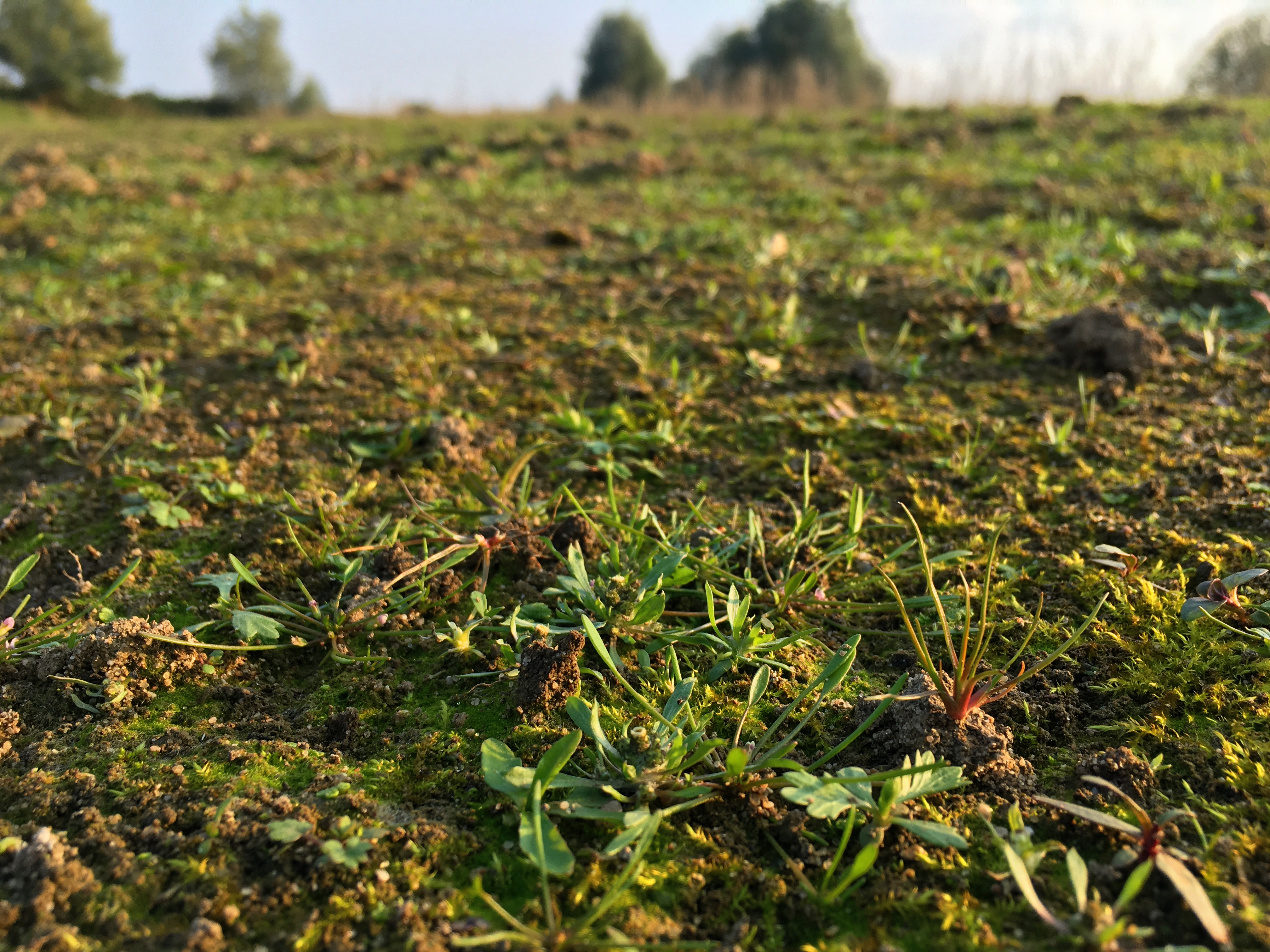
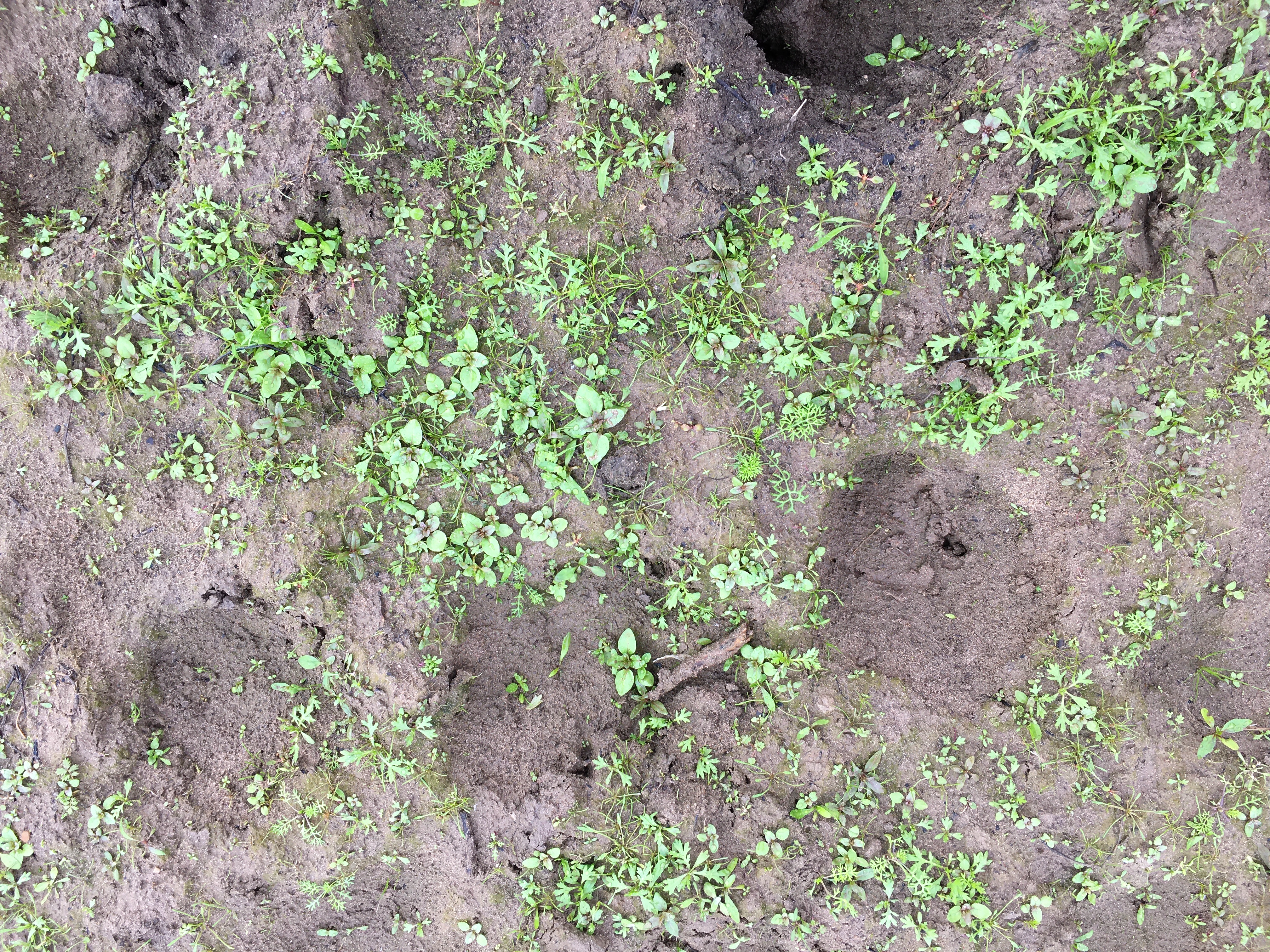
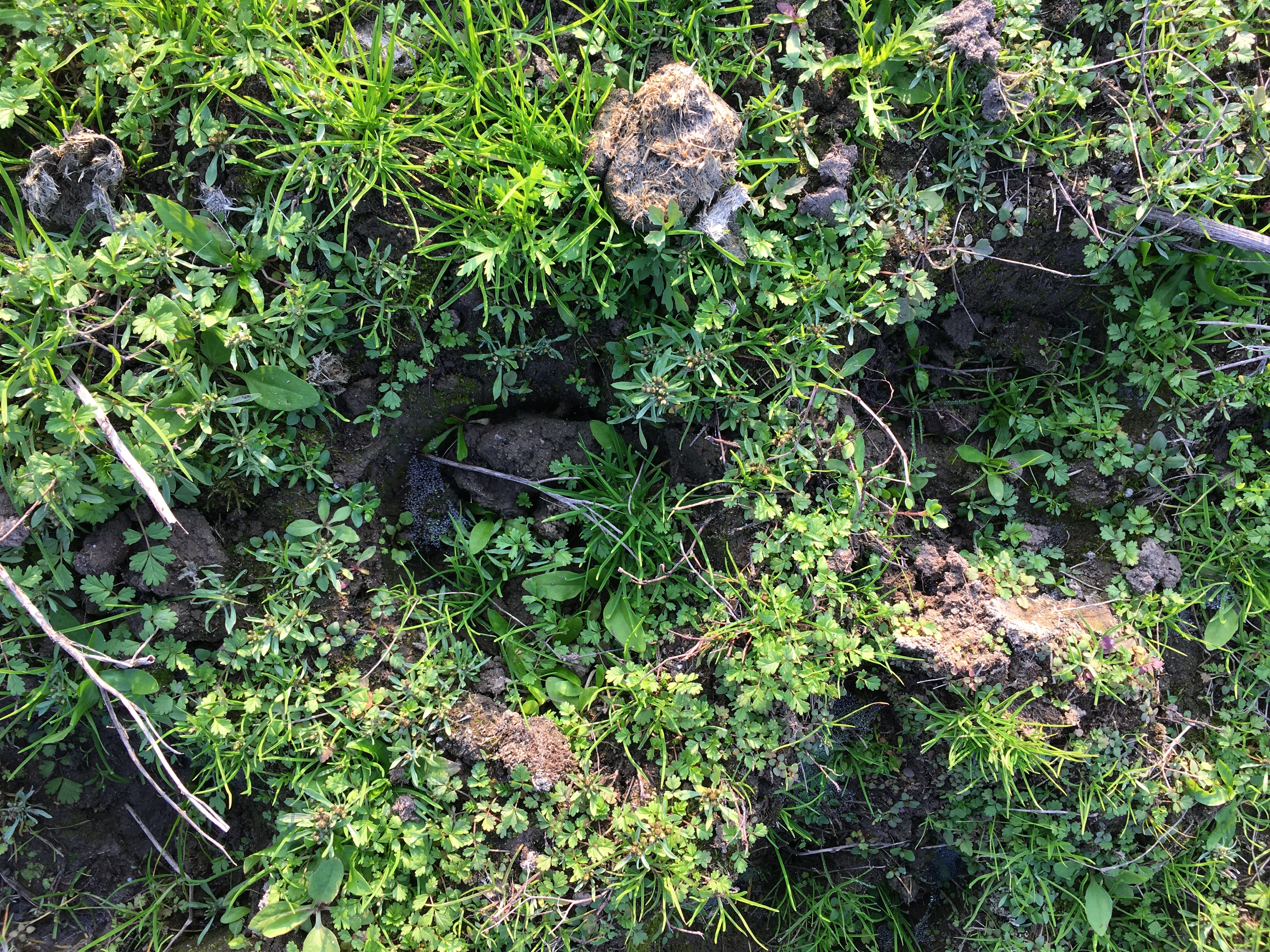